# Pérignat-lès-Sarliève
Pérignat-lès-Sarliève é uma comuna francesa na região administrativa de Auvérnia-Ródano-Alpes, no departamento Puy-de-Dôme. Estende-se por uma área de 3,93 km². Em 2010 a comuna tinha 2 746 habitantes (densidade: 698,7 hab./km²).